# Marcin Janusz
Marcin Janusz (Nowy Sącz, 31 luglio 1994) è un pallavolista polacco, palleggiatore dello ZAKSA.

## Palmarès

### Club
- Campionato polacco: 2

2017-18, 2021-22
- Coppa di Polonia: 3

2015-16, 2021-22, 2022-23
- Supercoppa polacca: 2

2017, 2023
- Champions League: 2

2021-22, 2022-23

### Nazionale (competizioni minori)
- Memorial Hubert Wagner 2023

### Premi individuali
- 2023 - Campionato europeo: Miglior palleggiatore